# 8451 Gaidai
8451 Gaidai (1977 RY6) là một tiểu hành tinh vành đai chính được phát hiện ngày 11 tháng 9 năm 1977 bởi N. S. Chernykh ở Đài vật lý thiên văn Crimean.